# 5424 Covington
Az 5424 Covington (ideiglenes jelöléssel 1983 TN1) a Naprendszer kisbolygóövében található aszteroida. Edward L. G. Bowell fedezte fel 1983. október 12-én.